# Marie Staal
Mette Marie Staal, född Mathiasen 11 november 1806 i Fåborg i Danmark, död 16 februari 1871 i Christiania i Norge, var en dansk-norsk skådespelare. 
Hon var engagerad vid Julius Olsens sällskap i Drammen och Bergen 1827–1833, hos Staal & Nielsen i Bergen 1833–1837, och därefter vid Christiania Theater, där hon ännu år 1851 beskrevs som en av teaterns främsta scenartister. Hon var särskilt uppskattad i de kvinnliga huvudrollerna i Holbergs pjäser, där hon länge ansågs oumbärlig. 
Hon var från 1828 gift med den danska skådespelaren och teaterdirektören Ditlev Christian Henrich Staal (1802–1859).